# Horna (Albacete)
Horna es una pedanía perteneciente al municipio de Chinchilla de Montearagón, en la provincia de Albacete (España).

## Geografía
Está situada al sureste de Chinchilla de Montearagón, junto a la CM-3211. Se accede a ella a través de la autovía de Alicante. Según el Instituto Nacional de Estadística, tiene una población de 18 habitantes (2022).

## Historia
Hacia mediados del siglo XIX, el lugar, ya por entonces perteneciente a Corral-Rubio, tenía contabilizadas 7 casas. Aparece descrito en el decimosegundo volumen del Diccionario geográfico-estadístico-histórico de España y sus posesiones de Ultramar de Pascual Madoz de la siguiente manera:

ORNA ú HORNA: ald. en la prov. de Albacete, part. jud. y térm. jurisd. de Chinchilla. Tiene 7 casas y una ermita.
(Madoz, 1849, p. 367)